# Docohammus flavescens
Docohammus flavescens är en skalbaggsart som beskrevs av Stefan von Breuning 1938. Docohammus flavescens ingår i släktet Docohammus och familjen långhorningar. Inga underarter finns listade i Catalogue of Life.